# Talbot Baines Reed
Vous lisez un « bon article » labellisé en 2018.
Pour les articles homonymes, voir Reed.
Talbot Baines Reed est un écrivain, expert en typographie et imprimeur anglais, né le 3 avril 1852 dans le borough londonien de Hackney et mort le 28 novembre 1893 à Highgate.
Il est connu pour avoir popularisé la school story, un genre littéraire dont les trames se déroulent dans les établissements scolaires anglais. L'une de ses œuvres les plus connues est The Fifth Form at St. Dominic's. Son père, Charles Reed, est un imprimeur londonien qui devient plus tard député. Talbot Baines Reed fréquente la City of London School avant de quitter l'école à l'âge de dix-sept ans pour travailler dans la fonderie typographique fondée par sa famille. Sa carrière littéraire commence lorsque The Boy's Own Paper (B.O.P.) est lancé en 1879, magazine où il publie la plupart de ses œuvres de fiction. Il devient un éminent typographe et écrit un ouvrage de référence sur le sujet : History of the Old English Letter Foundries. Contrairement aux autres auteurs de son temps, Reed n'écrit pas ses histoires à des fins moralisatrices, et il considère avec dédain les premiers auteurs de school story qui ont utilisé leurs œuvres pour propager des messages à vocation chrétienne, comme l'a fait Frederic Farrar. L'affinité de Reed avec les garçons, sa compréhension instinctive de leur point de vue sur la vie quotidienne et son don pour créer des personnages crédibles contribuent à sa popularité qui traverse plusieurs générations.
Touché par la tuberculose et affaibli par l'excès de travail, Reed décède en novembre 1893 à l'âge de 41 ans. Des hommages sont rendus à sa contribution à la littérature d'enfance et de jeunesse et à son expertise sur l'histoire de la typographie anglaise. 

## Biographie

### Famille
Les Reed sont les descendants de John Reed, un colonel de l'armée d'Oliver Cromwell qui a combattu pendant la première révolution anglaise. La famille s'installe à Maiden Newton dans le comté de Dorset avant de déménager à Londres vers la fin du XVIIIe siècle. Le grand-père de Talbot Reed, Andrew Reed (1787-1862), est ministre du culte au sein de l'Église congrégationaliste et fondateur de plusieurs institutions caritatives, dont l'Orphan Asylum de Londres, mais aussi un hôpital réservé aux patients atteints de maladies incurables. Il est également un auteur de renom, et son cantique Spirit Divine, attend our prayers figure dans plusieurs recueils d'hymnes du XXe siècle et du XXIe siècle,.

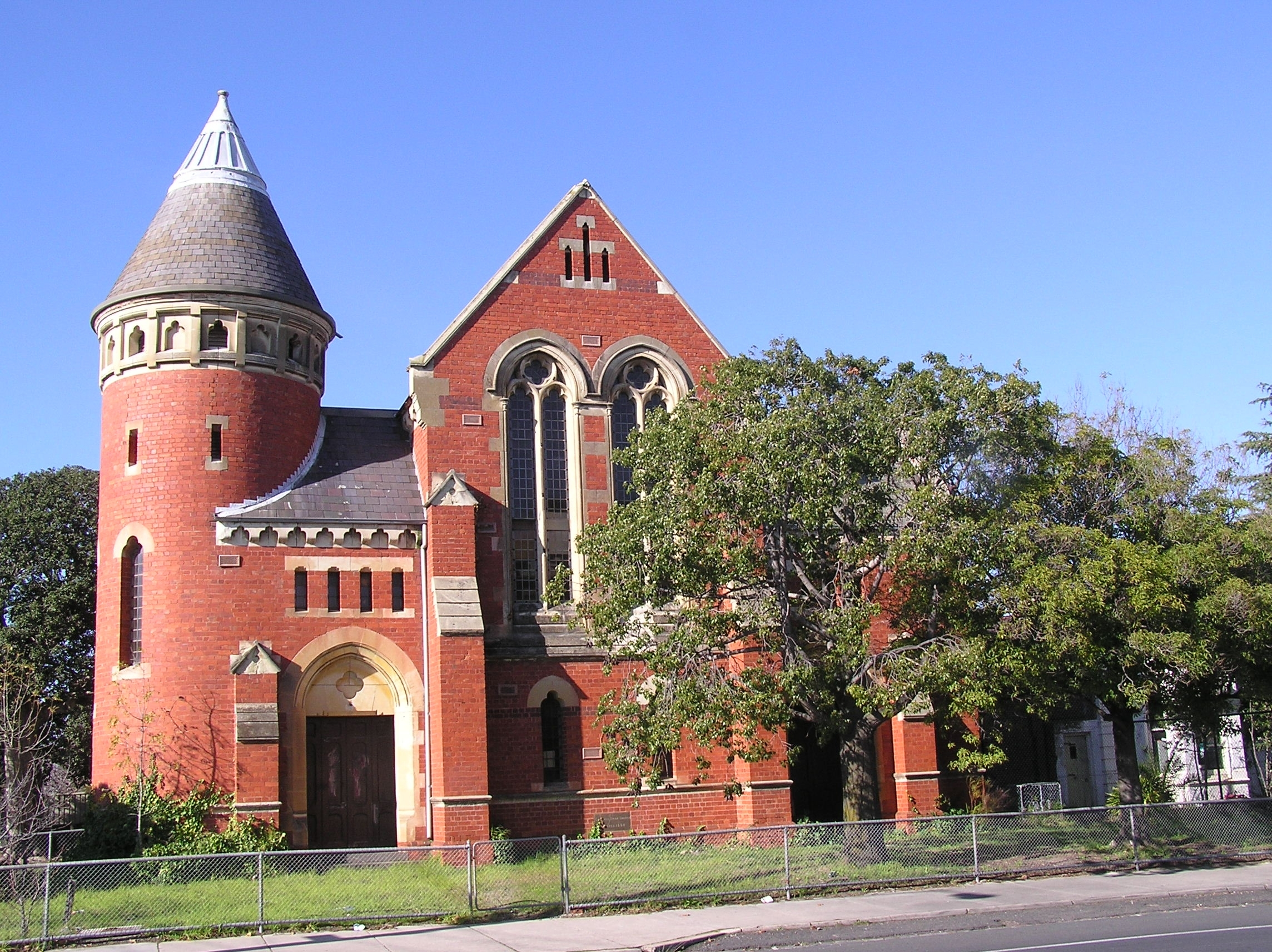
Les membres de la famille de Reed sont des fervents fidèles de l'Église congrégationaliste.

Andrew Reed a cinq fils, dont Charles Reed (1819-1881), qui est apprenti dans une usine de laine à Leeds, où il devient également secrétaire du syndicat local de l'École du dimanche. Dans le cadre de ce travail, il rencontre Edward Baines, propriétaire du journal Leeds Mercury et député de la ville. Les Baines ont une solide tradition d'implication des membres de leur famille dans la vie politique et publique britannique. C'est ainsi que les deux fils d'Edward Baines le suivent au parlement tandis que l'aîné, Matthew Talbot Baines, atteint le rang de ministre. Charles Reed vit plus tard une romance avec la plus jeune des filles de Baines, Margaret, qu'il épouse en 1844. C'est pendant cette période que Charles quitte l'industrie de la laine et retourne à Londres, où il fonde sa première entreprise, une imprimerie.
La famille s'installe dans le borough londonien de Hackney où Charles s'investit dans les affaires publiques et religieuses, en plus d'un intérêt particulier pour le secteur de l'éducation. Il devient membre, puis président du conseil d'administration du London School Board (chargé de l'enseignement primaire à Londres) et contribue à la mise en place du Congregational Church Board of Education. Entre 1868 et 1881, il obtient l'un des sièges de député de la ville de Hackney. Il a cinq fils. Talbot Baines est le troisième. Nommé en l'honneur de son oncle, il est né dans la maison familiale, Earlsmead, le 3 avril 1852. Au fil des ans, Charles diversifie ses activités commerciales et, en 1861, il possède suffisamment de fonds pour acquérir une fonderie typographique de type Thorowgood sur Fann Street, dans la Cité de Londres.

### Jeunesse et études

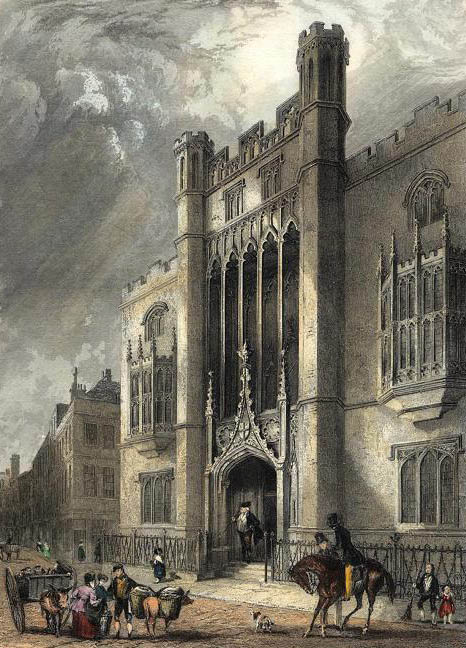
La City of London School sur Milk Street.

Talbot Baines Reed grandit dans une famille dominée par la rigueur religieuse de Charles Reed et son usage des sports de plein air comme moyen efficace pour éduquer ses fils. Cette atmosphère de « puritanisme simple et joyeux » est, selon un ami, « éminemment adaptée au caractère et à la disposition de Talbot ». Il commence ses études à l'école Priory House School de Upper Clapton et, en 1864, s'inscrit dans un internat de la City of London School, un établissement fondé en 1837 situé sur Milk Street à Cheapside. Le frère aîné de Talbot, Charles junior, y rencontre un franc succès en tant que figure de proue dans les équipes de cricket et de football. Talbot ne tarde pas à se faire également remarquer dans le domaine sportif. Un de ses camarades d'école le décrit ainsi : « plein de vie et de vigueur, il se distingue par la puissance de ses muscles, la longueur de ses membres, mais aussi par ses audaces en attaque, son intrépidité et sa sérénité mentale ». Reed montre plus tard une certaine médiocrité dans ses résultats scolaires. Il affirme même que l'un de ses rares succès a été de gagner « le coin confortable près du feu », réservé aux élèves ayant peu de dispositions en mathématiques. Conformément à la tradition de l'école à vouloir « produire » des hommes de lettres et des experts en linguistique, Reed est obligé de faire des efforts et obtient plus tard d'excellents résultats en latin, en grec et en français et se présente même au concours de latin en sixième année. Parmi ses camarades d'école figure Herbert Henry Asquith, futur Premier ministre britannique.
Malgré la preuve d'une capacité intellectuelle certaine, Reed ne suit pas les traces de son frère Charles, qui continue ses études au Trinity College de Cambridge. Il préfère quitter l'école afin de travailler dans l'entreprise familiale, connue à l'époque sous le nom de Sir Charles Reed & Sons, et également appelé le Fann Street Foundry. Il entame dès lors une association à vie avec le secteur de l'imprimerie. Il trouve en outre le temps de s'intéresser à d'autres centres d'intérêt comme la physique, l'art et le domaine intellectuel. À deux reprises, il parcourt à pied les quatre-vingt-cinq kilomètres reliant Londres et Cambridge et, à chaque fois, il part le vendredi après-midi pour arriver au St John's College le samedi à l'heure du petit déjeuner. Reed est un très bon nageur et reçoit même une médaille de la Royal Humane Society pour avoir sauvé son cousin de la noyade. Il est également pianiste, illustrateur, et possède un style d'écriture assez captivant. Plus tard, il utilise ses talents artistiques afin de produire un magazine familial intitulé The Earlsfield Chronicle, dont il s'occupe de l'édition (et une grande partie de l'écriture) à partir du milieu des années 1870. Cependant, le magazine ne circule qu'au sein des membres de la famille Reed, avec notamment des articles assez sérieux (comme « L'abstinence totale est-elle un devoir moral ? ») ainsi que des bandes dessinées,.

### Vie privée
En 1876, Reed épouse Elizabeth Greer, la fille de Samuel MacCurdy Greer, avocat et ancien député du comté de Londonderry dans le Nord de l'Irlande. Le couple a d'abord une fille, qui meurt en bas âge, suivi par trois autres enfants en parfaite santé : Charles qui naît en 1879, Margaret en 1882 et Talbot en 1886. Les liens avec l'Irlande sont très importants pour Reed, et il passe régulièrement des vacances avec sa famille sur les rives du Lough Swilly dans le comté de Donegal. Le train de vie débordé mais assez épanoui de Reed est ponctué de temps en temps par des tragédies familiales. La perte de sa fille est suivie, peu de temps après, par la mort de son frère cadet Kenneth, noyé avec un ami à Lough Allen dans le comté de Leitrim, en voulant explorer la rivière Shannon. En 1883, son frère aîné, le révérend Charles Reed, son « père confesseur dans les moments difficiles », meurt après avoir été victime d'une chute lors d'un voyage en Suisse .

### Décès

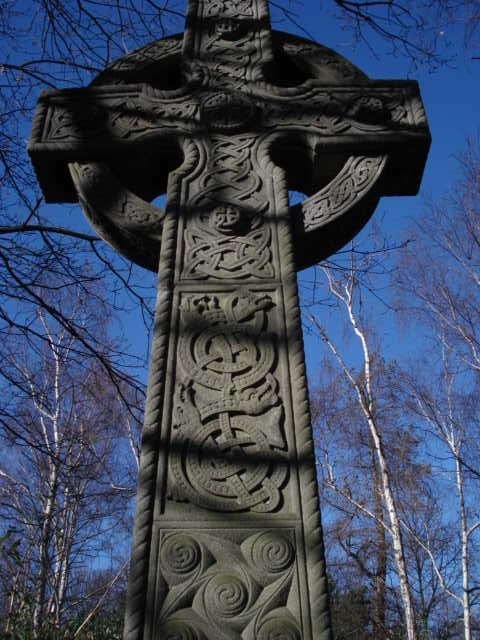
Pierre tombale ornée d'une croix celtique sur la tombe de Reed à Abney Park.

Reed est un homme assez vigoureux et en bonne santé. Cependant, au début de l'année 1893, l'abondance de travail commence à lui peser et, en janvier de la même année, il quitte Londres pour un séjour prolongé en Irlande, afin de se ressourcer physiquement. Il reprend ses fonctions en mai mais tombe gravement malade après avoir contracté la tuberculose,. Par la suite, il renonce au secrétariat de la Bibliographical Society et retourne en Irlande où, bien que confiné la plupart du temps à l'intérieur de sa maison, il continue d'écrire sa chronique hebdomadaire pour le Leeds Mercury et termine également son dernier roman, Kilgorman. Entre-temps, Il continue à écrire des lettres à ses amis en affirmant qu'il a bon espoir de se rétablir. Toutefois, son état s'aggrave et on lui conseille de rentrer à Highgate afin de recevoir un traitement médical d'urgence. De retour à Londres donc, il écrit son dernier récit pour le Leeds Mercury, une révision du Seventy Years of Irish Life de W. R. Le Fanu. Il décède dans sa maison de Highgate le 28 novembre 1893, à l'âge de quarante-et-un ans. Il est enterré dans le cimetière d'Abney Park, aux côtés de son père et son grand-père,.

## Carrière

### Imprimeur et typographe

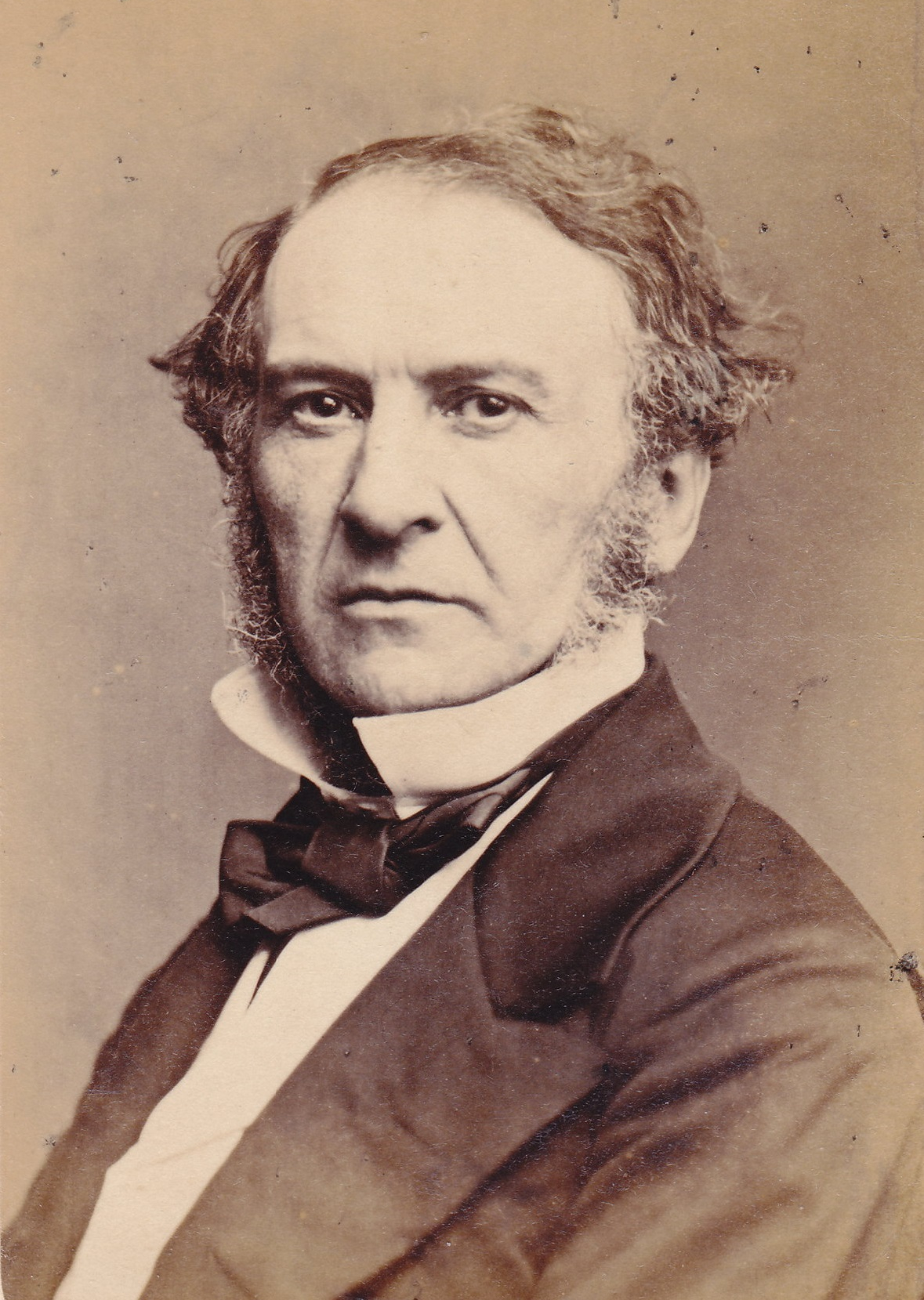
L'exposition organisée par Blades et Reed est inaugurée par William Ewart Gladstone.

Alors que Reed déclare en plaisantant que son travail au sein de l'entreprise familiale est pour lui une « corvée », en réalité, il est tellement enthousiaste de pouvoir pratiquer le métier de typographe qu'il fait d'énormes efforts afin de bien le maîtriser. Au début de sa carrière, il rencontre l'un des plus grands imprimeurs et bibliographes de l'époque, William Blades, qui lui fait découvrir une fascination pour les métiers de l'imprimerie et de la typographie. Bien que relativement inexpérimenté, Reed est sollicité par Blades pour participer à l'organisation d'une grande exposition marquant le 400e anniversaire de l'impression de The Game and Play of the Chesse par William Caxton. Cet ouvrage sur les échecs est considéré à cette époque comme le premier livre imprimé d'Angleterre. Toutefois, les recherches effectuées par Blades indiquent que le premier livre imprimé par Caxton en Angleterre est The Dictes and Notable Wise Sayings of the Philosophers, datant de 1477. Par conséquent, les deux hommes changent la date des célébrations, initialement prévue en 1874,. L'exposition est donc reportée à l'été 1877, à South Kensington, et son inauguration est confiée à William Ewart Gladstone, ancien Premier ministre britannique. Des ouvrages imprimés de Caxton, ainsi que de nombreux autres imprimés datant de la même époque (des incunables) sont exposés. Reed rédige un essai intitulé The Rise and Progress of Type-Founding in England pour le compte de l'exposition. Cette célébration bénéficie du soutien des grands imprimeurs, éditeurs, libraires, antiquaires et chercheurs londoniens de l'époque, tout en suscitant un grand intérêt de la part du public.
Son père, Sir Charles Reed, qui est fait chevalier sur recommandation de Gladstone en 1874, meurt en 1881. Quelques mois plus tard, son frère aîné, Andrew, quitte l'entreprise pour des raisons de santé. Ce qui fait qu'à l'âge de 29 ans, Talbot devient le directeur général de l'entreprise de Fann Street, poste qu'il occupe jusqu'à sa mort. En 1878, sur une suggestion de Blades, il commence à travailler sur l'écriture de l'histoire de la typographie en Angleterre, une tâche qui l'occupe par intermittence pendant presque dix ans. Publié par Elliot Stock en 1887 sous le titre History of the Old English Letter Foundries, le livre devient une référence sur le sujet. Les vingt et un chapitres de cet ouvrage sont illustrés par des modèles de police d'écriture et des symboles typographiques utilisés depuis quatre siècles. Le texte est présenté dans un style moderne, tandis que la première lettre de chaque chapitre est ornée d'un motif classique datant de 1544,. En 1887, Reed produit un livre de modèles typographiques pour la fonderie de Fann Street, avec de nombreux nouveaux dessins de caractères et autres ornements artistiques.
En tant qu'expert reconnu dans son domaine, Reed est sollicité comme conférencier auprès de la société intellectuelle. Il imprime Old and New Fashions in Typography en 1890 pour la Royal Society of Arts et On the Use and Classification of a Typographical Library en 1892 pour la Library Association. Après la mort de Blades en 1890, il entreprend de terminer l'œuvre inachevée de son mentor, intitulé Pentateuch of Printing, et y ajoute un long hommage commémoratif. La même année, sa fonderie commence à fabriquer des modèles sur mesure, à l'instar de la police Golden Type, commandée par la Kelmscott Press de William Morris et, en 1893, il persuade ce dernier de donner une conférence sur l'ouvrage The Ideal Book pour la Bibliographical Society,,,.

### Collaboration avecThe Boy's Own Paper

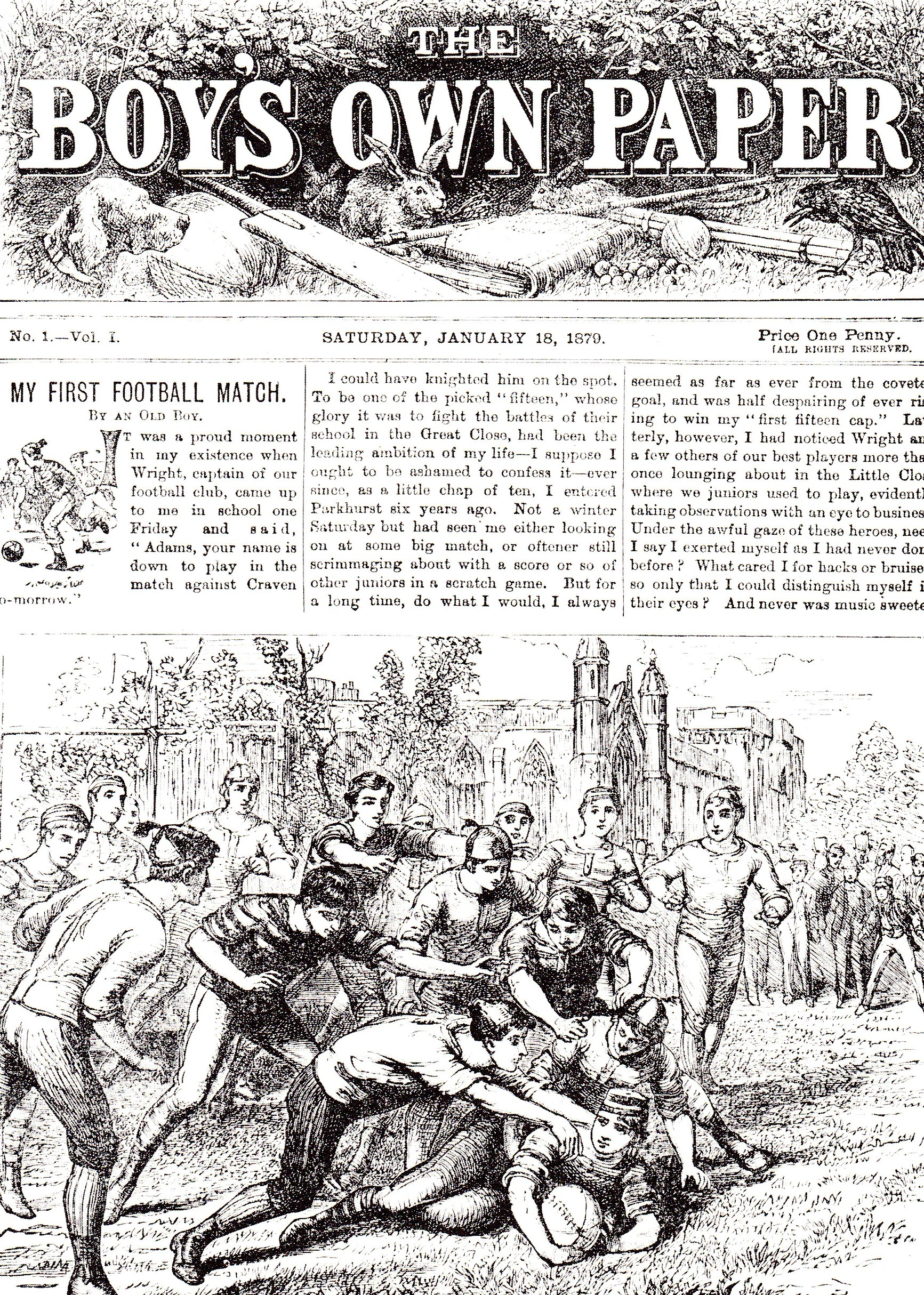
Premier numéro de The Boy's Own Paper, paru le 18 janvier 1879, incluant la courte histoire My First Football Match écrite par Reed.

La famille Reed a des liens de longue date avec la maison d'édition Religious Tract Society (RTS), fondée en 1799 pour publier et diffuser du matériel à vocation chrétienne. Le grand-père de Talbot, Andrew Reed, alors âgé de douze ans, assiste à la réunion inaugurale de la RTS. Charles Reed et son fils aîné, Charles junior, en sont des membres très actifs. Le 23 juillet 1878, un sous-comité de la RTS (incluant Charles Reed) recommande la publication d'un « magazine pas cher destiné aux jeunes garçons à paraître chaque semaine ». Parce que la RTS a souvent exprimé une opposition aux magazines « bon marché et sensationnels » lus par les jeunes, son comité principal dans un premier temps hésite sur cette proposition, craignant également pour la santé financière de la RTS. Plus tard cependant, le comité se sent obligé de « tenter une aventure que les autres ont abandonné ». Le premier numéro de cette nouvelle publication, intitulée The Boy's Own Paper (B.O.P.), est mis en vente le 18 janvier 1879.
Bien qu'à cette période son expérience en tant qu'écrivain soit assez limitée, Reed est sollicité par son père et son frère afin de contribuer à l'écriture d'une histoire, un défi qu'il accepte avec enthousiasme. En plus de ses récits pour The Earlsfield Chronicle, sa seule expérience dans l'écriture se limite à un article intitulé Camping Out, pour le compte du magazine Morning of Life, basé à Édimbourg. Le livre, qui raconte le récit d'une excursion en bateau sur la Tamise, paraît en 1875. Pour le premier numéro de B.O.P., Reed écrit My First Football Match, qui est accompagnée d'une illustration d'une demi-page. Le récit est très bien accueilli et les lecteurs réclament davantage d'intrigues sur Parkhurst, l'école où se déroule le match de football raconté dans le livre. Reed écrit alors plusieurs suites, dont The Parkhurst Paper Chase et The Parkhurst Boat Race.
Au cours de la première année de publication du magazine, Reed écrit régulièrement des articles et des récits sur divers sujets, en collaboration avec d'éminents écrivains comme George Alfred Henty, Robert Michael Ballantyne et Jules Verne. L'artiste et alpiniste Edward Whymper est également un illustrateur récurrent de B.O.P. La collaboration entre Reed et le magazine dure jusqu'à la fin de sa vie, B.O.P. publiant la quasi-totalité de ses œuvres de fiction. Cet engagement retarde cependant l'avancement de l'écriture de History of the Old English Letter Foundries, d'autant plus que Reed commence à écrire régulièrement des chroniques et des critiques de livres pour le journal Leeds Mercury, qui désormais est édité par son cousin, le jeune Edward Baines.
En Angleterre, les années 1880 sont marquées par une prospérité nationale croissante, et un nombre considérable de familles issues de la classe moyenne envoient leurs fils en pensionnat. Le rédacteur en chef de B.O.P., George Hutchison, estime que ce genre d'école peut servir de cadre idéal pour les histoires dans lesquelles le jeune héros prône les principes chrétiens et la force de caractère à avoir pour faire face aux tentations quotidiennes de la vie. Hutchison prévoit par conséquent de publier une longue série de nouvelles histoires. Reed, qui n'a jamais fréquenté un pensionnat, n'est pas l'auteur idéal pour en assurer l'écriture. Toutefois, l'habileté et l'imagination dont il a fait preuve dans ses histoires courtes convainquent Hutchison qui lui confie finalement la tâche.

### School story

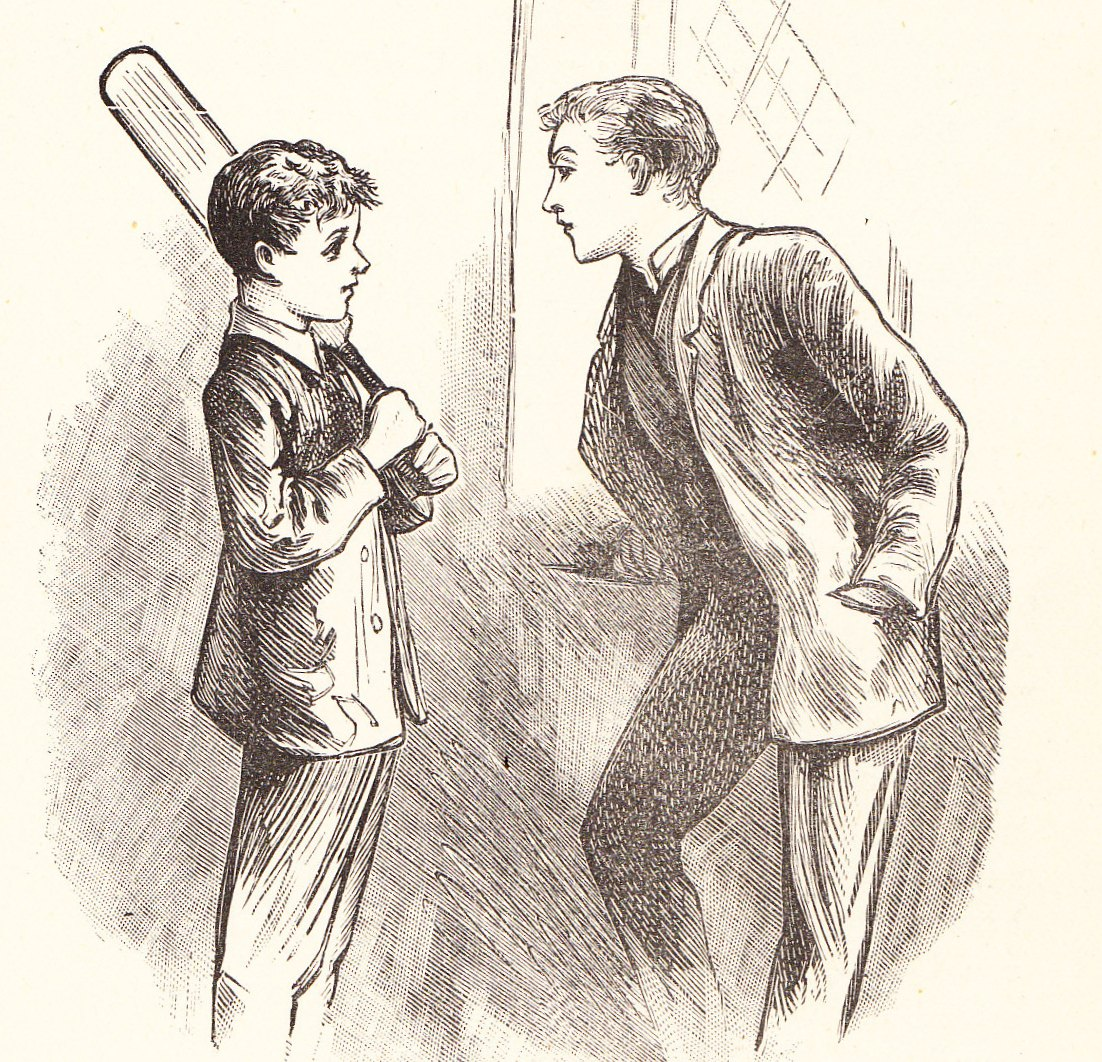
Boys at St. Dominic's : illustration provenant de la première édition du livre, 1887.

Reed écrit donc la série The Adventures of a Three-Guinea Watch, qui est publiée en dix-neuf épisodes d'octobre 1880 à avril 1881. L'intrigue raconte les voyages de la montre gousset d'un jeune écolier à travers ses quotidiens à l'école primaire, puis à l'université et enfin en Inde à l'époque de la révolte des cipayes. Randlebury, l'école où étudie le héros, est inspirée par des informations que Reed reçoit de ses amis ayant étudié au Radley College, tout comme quand il a créé Parkhurst. Le succès de cette histoire incite B.O.P. à demander à l'écrivain de s’atteler à l'écriture d'un récit plus long et plus ambitieux. Le résultat est The Fifth Form at St. Dominic's, qui devient plus tard la plus populaire et la plus influente de toutes les histoires écrites par Reed. S'étalant sur trente-huit épisodes indépendants mais centrés autour d'une intrigue principale, cette histoire est la première d'une nouvelle série de genre school story, toutes publiées dans The Boy's Own Paper. Le milieu des pensionnats sert toujours de cadre, avec quelques variantes, notamment dans The Willoughby Captains (publié en 1883-1884), The Master of the Shell (1887-1888), The Cock-House at Fellsgarth (1891) et Tom, Dick and Harry (1892-1893). Reed suit les conseils de ses éditeurs en plaçant My Friend Smith (1882-1883) dans un autre type d'école, un « établissement modeste pour les arriérés et ceux qui s'ennuient de la vie ». Cependant, ce sont les récits ayant pour cadre les pensionnats qui obtiennent le plus de notoriété, et deviennent même un modèle standard pour la school story pendant de nombreuses décennies. Toutes ces séries sont très vite regroupées dans un seul livre qui est, bien plus tard, réédité afin que les générations récentes de jeunes garçons, jusqu'aux années 1950, puissent aussi en profiter. Le modèle de Reed est par ailleurs imité par d'autres écrivains pendant un demi-siècle, et selon l'historienne Isabel Quigly, « Reed était de toute évidence un meilleur écrivain que ses imitateurs, mais la réputation de ses œuvres a été entachée par les mauvaises imitations de ces derniers ».

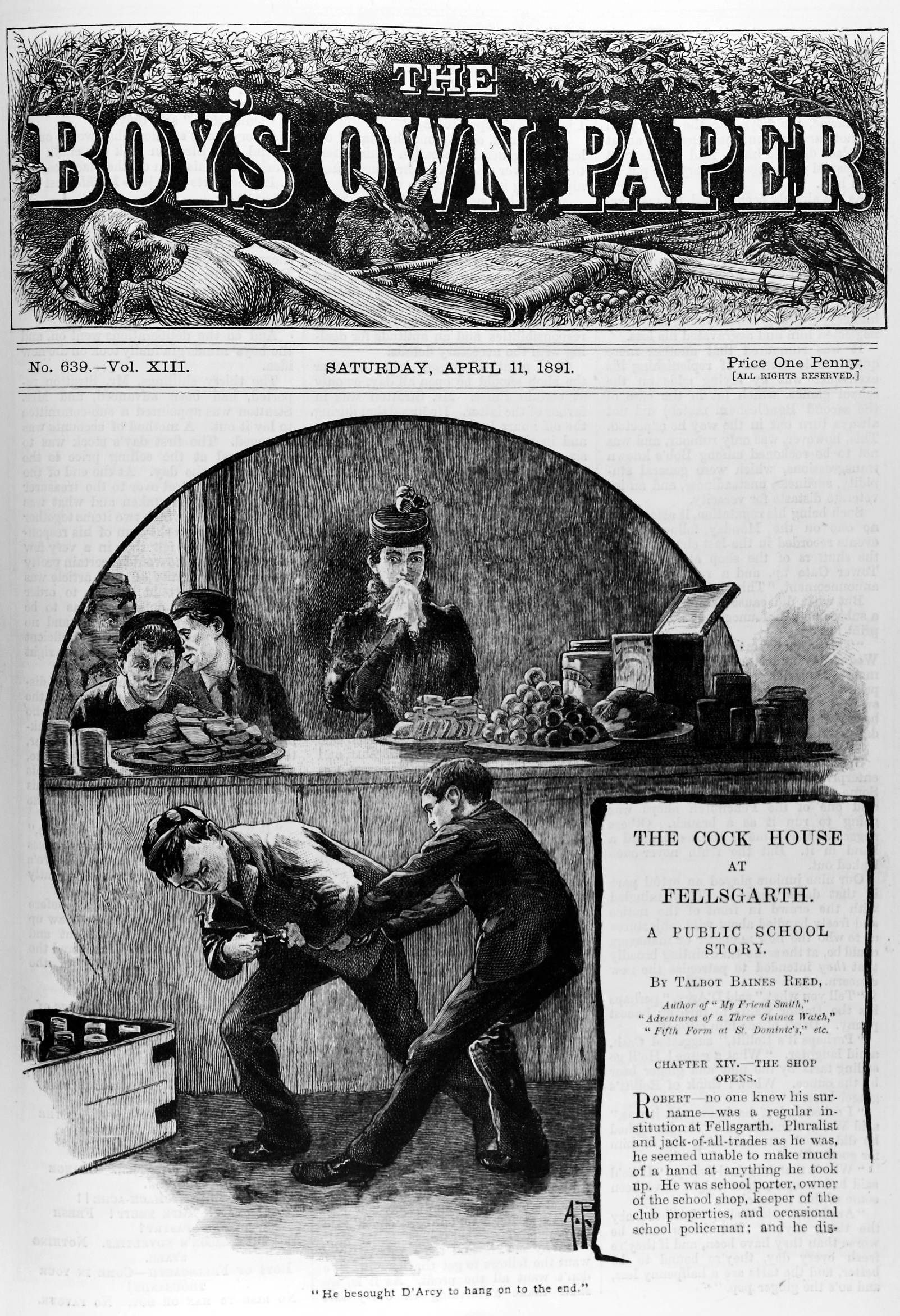
Page titre du no 639 (avril 1891) de The Boy's Own Paper.

Dans une note biographique de 2004, l'historien Jeffrey Richards décrit les œuvres de Reed comme un mélange de la school story traditionnel établi par Frederic Farrar et Thomas Hughes, puis élaboré avec une lisibilité plus vive. Cependant, Reed considère Eric, or, Little by Little, livre rédigé par Farrar, comme une leçon de morale religieuse dissimulée dans une simple school story, ce qui l'incite plus tard à écrire quelque chose de plus « viril ». La plupart des anecdotes et du comportement des personnages présentés par Reed dans St Dominic's deviennent des éléments standard dans ses dernières œuvres, mais aussi dans ceux de ses imitateurs. Parmi les autres caractéristiques récurrentes des œuvres de Reed, Isabel Quigly cite « la copie d'examen volé, l'innocent qui est accusé à tort et finalement justifié après avoir enduré d'énormes souffrances, l'accident de bateau, la rivalité entre groupes d'amis ou encore le thème de l'amitié sincère ». Les personnages adultes sont en grande partie stéréotypés : un directeur connu sous le nom de « docteur » et inspiré par Thomas Arnold du Rugby School, un « maître du papotage » français (barbiche pointue et chaussures bicolores), le maître des jeux populaires, le pédant, ainsi qu'un personnel domestique généralement comique. Reed établit une tradition dans laquelle ces établissements fictifs sont pour la plupart du temps habités par tous ces genres de personnages et toujours représentés avec des « couloirs sombres, des lits en fer, des bureaux rayés et des dortoirs froids », et où les élèves « effectuent tranquillement des études sans intérêt ». Quigly suggère que l'une des raisons du succès des récits de Reed réside dans la particularité selon laquelle ses livres ne sont ni des histoires sur les écoles britanniques ni une analyse sur le comportement humain. John Sime, un membre de la RTS, dans un hommage adressé à Reed après sa mort, note que les jeunes garçons présents dans ces histoires sont reconnaissables à la chair et au sang, avec « ce brin de méchanceté, sans lequel un garçon n'est pas un garçon ».

### Autres activités
Reed est constamment débordé de travail. Il tient en mépris le « paresseux » — qu'il qualifie de « quelqu'un qui travaille de 9 h à 17 h et qui ne fait rien d'autre pendant le reste de la journée ». En plus de son emploi du temps chargé à la fonderie et la rédaction de ses nombreux écrits, il supervise diverses œuvres de charité fondées par son grand-père Andrew Reed et devient même diacre à l'Église congrégationaliste locale. En 1892, il fait partie des fondateurs de la Bibliographical Society et y exerce la fonction de secrétaire honoraire, un poste qu'il accepte avec modestie, « en attendant de trouver un homme plus compétent » selon ses dires.
Très actif et débordant d'énergie, Reed suit de très près le parcours sportif de son ancienne école. Il adresse même une lettre à l'établissement afin d'encourager les élèves dans les épreuves de football et de cricket. Il a également une vie sociale bien remplie, assistant régulièrement aux dîners de réunion des anciens du City of London School en plus d'être un membre actif de deux Gentlemen's club (associations regroupant l'élite) londoniens, le Savile et le Reform Club. En politique, il est plutôt libéral, bien qu'il ne soit pas en accord avec la politique irlandaise de Gladstone sur l'Irish Home Rule policy.

## Héritage et postérité

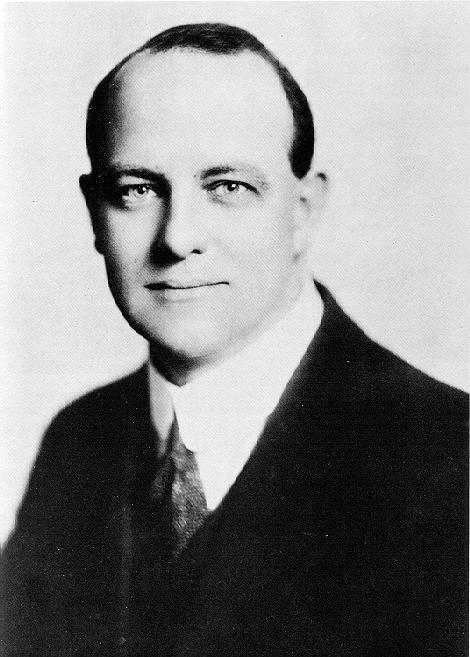
L'écrivain britannique Pelham Grenville Wodehouse est un des admirateurs de Reed.

Parmi les nombreux hommages rendus à Reed, Joseph Sime affirme au nom des « garçons du monde anglophone » avoir « perdu l'un de leurs meilleurs amis ». À propos de cette empathie particulière de Reed envers les jeunes, Sime déclare : « Il possédait en lui-même la fraîcheur saine du cœur de l'enfance. Il pouvait comprendre aisément le point de vue d'un garçon qui parcourt le quotidien de sa vie ». Il meurt fortuné, même si des années avant sa mort, il a cédé le droit d'auteur de ses livres à la Religious Tract Society pour une somme symbolique. Pendant de nombreuses années, de jeunes garçons souvent accompagnés par leurs familles visitent la tombe de Reed.
Parmi les lecteurs réguliers de Reed, le jeune Pelham Grenville Wodehouse apprécie particulièrement le genre school story. Le biographe de Wodehouse, Benny Green, pense que Reed est un « moraliste héréditaire » et un « croque-mort religieux ». Il admet cependant les influences de Reed sur Wodehouse, et cite The Willoughby Captains comme faisant partie des œuvres préférées de ce dernier. Green réaffirme également les propos de Quigly selon lesquels aucun des « successeurs » de Reed ne peut rivaliser avec sa capacité de conteur. Quigly résume ainsi l'héritage laissé par Reed aux futurs auteurs de school story : « Il a créé un nouveau genre en transformant la school story traditionnelle informe, longue, tordue, volubile et moralisatrice en quelque chose de plus populaire et facile à lire, une sorte de convention qui sera suivie par tous ses successeurs ». Reed exprime les principes directeurs du cours de sa vie dans une lettre adressée à un boys club de Manchester : « Les hommes forts doivent s'occuper des faibles, les actifs doivent s'occuper des paresseux, les joyeux doivent égayer ceux qui s'ennuient, les intelligents doivent donner un coup de main aux benêts. Unissez-vous dans les études, la prière et les jeux ».
La tombe de Reed à Abney Park est surmontée d'une croix celtique, reflétant ainsi ses liens avec l'Irlande. La pierre a été taillée par la firme O'Shea and Whelan. Le biographe de Reed, l'imprimeur et historien Stanley Morison, considère l'ouvrage History of the Old English Letter Foundries comme étant le seul vrai héritage légué par Reed, tandis que Jack Cox, un historien travaillant au B.O.P., affirme que les school stories publiés dans le magazine sont les œuvres majeures à retenir sur l'ensemble des écrits de Reed,.
Après la mort de Reed, sa femme accepte que sa bibliothèque personnelle soit léguée à la St Bride Foundation, dont la collection typographique incluait la bibliothèque du premier mentor de Reed, William Blades,. Les livres et les collections de l'ancienne entreprise de Reed, la Fann Street Foundry, d'abord achetés par Stephenson Blake, sont ensuite  entrés dans les collections du Type Museum à Londres.

## Œuvres
Cette bibliographie n'inclut pas les articles de journaux et autres publications professionnelles non recueillies de l'auteur,,.

### Fictions
- (en) The Adventures of a Three Guinea Watch, Religious Tract Society, 1883.
- (en) The Fifth Form at St. Dominic's, Religious Tract Society, 1887.
- (en) My Friend Smith, Religious Tract Society, 1889.
- (en) The Willoughby Captains, Religious Tract Society, 1887.
- (en) Reginald Cruden; A Tale of City Life, Religious Tract Society, 1903.
- (en) Follow My Leader, or, The Boys of Templeton, Religious Tract Society, 1885.
- (en) A Dog With a Bad Name, Religious Tract Society, 1894.
- (en) The Master of the Shell, Religious Tract Society, 1901.
- (en) Sir Ludar, Religious Tract Society, 1891.
- (en) Roger Ingleton, Minor, Religious Tract Society, 1891.
- (en) The Cock-House at Fellsgarth, Religious Tract Society, 1893.
- (en) Tom, Dick and Harry, Religious Tract Society, 1894.
- (en) Kilgorman, Religious Tract Society, 1895.
- (en) Parkhurst Boys and Other Stories of School Life, Religious Tract Society, 1914.
- (en) Boycotted and other stories, Religious Tract Society, 1917.

### Publications professionnelles
- (en) A History of the Old English Letter Foundries, Eliott Stock, 1887[10].
- (en) The Pentateuch of Printing, Eliott Stock, 1891, co-écrit avec William Blades.